# Piekielny Brooklyn (film)
Piekielny Brooklyn (ang. Last Exit to Brooklyn) – amerykańsko-brytyjsko-niemiecki dramat filmowy z 1989 roku w reżyserii Uli Edela, zrealizowany na podstawie powieści Huberta Selby’ego pod tym samym tytułem. Zdjęcia kręcono w Nowym Jorku.

## Fabuła
W Nowym Jorku lat 50. prostytutki, wojujący związkowcy i transwestyci żyją nędznie w robotniczej dzielnicy Brooklynu. Narkotyki, przestępczość i przemoc to dla nich codzienność. Przedstawionych jest kilka przeplatających się opowieści.
Harry Black to lokalny przedstawiciel związku zawodowego, który od sześciu miesięcy kieruje strajkiem w fabryce. Podczas ulicznej awantury poznaje nowych "kolegów", z którymi idzie obejrzeć występ transwestytów. Uzmysławia sobie, że żona go już nie pociąga, i wdaje się w romans z elegancką Reginą, w rzeczywistości mężczyzną, w której naprawdę się zakochuje. Kierownictwo związku odkrywa pewne nieprawidłowości w jego rozliczeniach finansowych i odbiera mu stanowisko. Wtedy Regina go porzuca. Zrozpaczony Harry upija się i próbuje zgwałcić nastolatka z dzielnicy; zostaje złapany, mocno pobity i upokorzony przez kilku mężczyzn.
Big Joe to robotnik, ojciec dziewczyny, która zaszła w ciążę. Joe najpierw odrzuca ojca dziecka, który też jest strajkującym robotnikiem, ale zawarcie małżeństwa i solidarność grupy w końcu naprawiają sytuację.
Georgette to młody transwestyta, który żyje tak, jak chce, wspierany przez matkę, ale gwałtownie odrzucany przez starszego brata, jednego ze strajkujących. Georgette jest zakochany w jednym z młodych uliczników, który nim gardzi. Pewnego wieczoru pod wpływem narkotyków wbiega na ulicę i ginie potrącony przez samochód.
Tralala to młoda blondynka, która przesiaduje w barach Brooklynu i się prostytuuje. Czasem zwabia klientów w pułapkę, wtedy napadają na nich jej wspólnicy i ich okradają. W barze na Manhattanie poznaje podoficera, który ma wyjechać na wojnę w Korei i się w niej zakochuje. Spędzają razem kilka dni. Żołnierz coraz bardziej się jej podoba. Po jego wyjeździe wraca do Brooklynu, upija się i rzuca do baru, w środek grupy marynarzy, żołnierzy i innych młodych mężczyzn, co kończy się grupowym gwałtem.
Sal, nastoletni syn Big Joego, kupuje sobie motor. Zakochany w Tralali, rusza na jej poszukiwanie. Znajduje ją nagą i bezwładną i wybucha płaczem. Ona wtedy wydaje się go pocieszać.
Na końcu filmu związek zwycięża i robotnicy wznawiają pracę.